# Geoffrey Kondogbia
Geoffrey Edwin  Kondogbia (Nemours, 15 de fevereiro de 1993) é um futebolista francês naturalizado centro-africano que atua como volante. Atualmente joga no Olympique de Marseille.

## Carreira

### Sevilla
De descendência centro-africana, iniciou profissionalmente no Lens em 2010. Contratado pelo Sevilla em 2012, realizou sua estreia oficial no dia 15 de setembro, substituindo Piotr Trochowski em uma vitória sobre o Real Madrid válida pela La Liga.

### Monaco
Em 30 de agosto de 2013, foi anunciado oficialmente como jogador do Monaco por cinco temporadas.

### Internazionale
No dia 22 de junho de 2015, assinou contrato com a Internazionale até 2020.

### Atlético de Madrid
Atuando pelo Atlético de Madrid na temporada 2022–23, o volante não foi presença constante na equipe comandada por Diego Simeone, mas conseguiu dar duas assistências em 27 partidas. Deixou o clube espanhol em junho de 2023, tendo atuado num total de 93 partidas pelos Colchoneros.

### Olympique de Marseille
Foi anunciado como reforço do Olympique de Marseille no dia 30 de junho, assinando contrato por três temporadas. A negociação girou em torno de 8 milhões de euros, aproximadamente 42,3 milhões de reais.

## Seleções Nacionais
Membro da França desde a Sub-16, tendo passado por todas as categorias, Kondogbia foi um dos destaques no título da Copa do Mundo FIFA Sub-20 de 2013. Titular na competição realizada na Turquia, formou uma excelente parceria com Paul Pogba no meio-campo. No mesmo ano estreou pela Seleção Francesa principal, atuando em um amistoso contra a Bélgica no dia 14 de agosto.
Com apenas cinco partidas pela França entre 2013 e 2015, a partir de 2018 passou a defender a República Centro-Africana.

## Títulos
Valencia
- Copa do Rei: 2018–19

Atlético de Madrid
- La Liga: 2020–21

Seleção Francesa
- Copa do Mundo FIFA Sub-20: 2013